# Kaaper

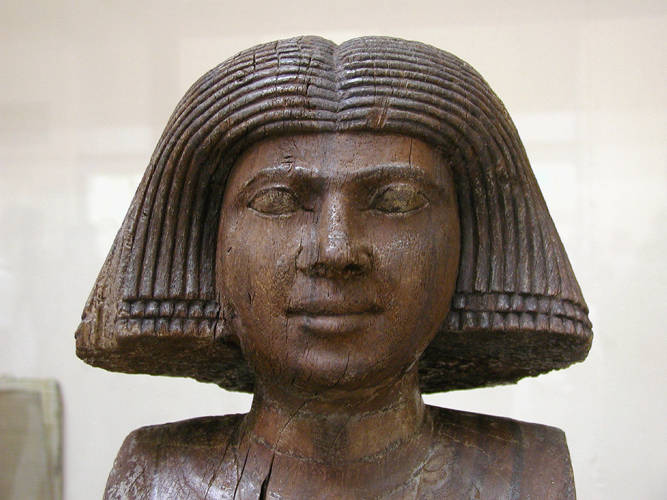
Socha Kaaperovy ženy CG33

Kaaper také známý jako Šejch el-Beled, byl egyptský písař a kněz, který žil mezi 4. a 5. dynastií (kolem 2500 př. n. l.). Přestože jeho hodnost není tolik významná, je známý pro svou slavnou dřevěnou sochu.
Kaaperův život je málo známý. Jeho tituly byly lektorský kněz a armádní písař krále. Během vykopávek jeho mastaby („Sakkára C8“), kterou objevil Auguste Mariette v Sakkárské nekropoli severně od Džoserovy stupňovité pyramidy, byla objevena socha, která byla nazvána Šejch el-Beled („ředitel vesnice“). Socha (CG 34) je 112 cm vysoká a vyřezávaná z javorového dřeva. Ztvárňuje korpulentního Kaapera při chůzi se zaměstnanci. Kulatá, klidná tvář sochy působí jako živá díky očím, které byly vyrobeny z křišťálu a malých měděných desek. Ve stejné mastabě byla také nalezena dřevěná socha ženy běžně považované za Kaaperovu ženu (CG 33).